# Mister Mxyzptlk
Mister Mxyzptlk, a veces llamado Mxy, es un personaje ficticio travieso que aparece en los cómics de Superman de DC Comics, a veces como un supervillano y otras como un antihéroe.
Mr. Mxyzptlk fue creado para aparecer en Superman 30 de (septiembre - octubre de 1944), en la historia The Mysterious Mr. Mxyztplk (la ortografía original), del escritor Jerry Siegel y el artista Ira Yarborough. Pero debido al retraso en la publicación, el personaje se imprimió primero en la tira cómica diaria de Superman de la escritora Whitney Ellsworth y el artista Wayne Boring.
Por lo general, se lo presenta como un tramposo, en el sentido mitológico clásico, en el sentido de que posee poderes de deformación de la realidad con los que disfruta atormentando a Superman de una manera caricaturesca. En la mayoría de sus apariciones en DC Comics, solo se lo puede detener engañándolo para que diga o deletree su propio nombre al revés, lo que lo devolverá a su hogar en la quinta dimensión y lo mantendrá allí durante un mínimo de noventa días. Sin embargo, esta limitación específica del personaje ha sido eliminada desde el reinicio de Crisis en Tierras Infinitas, en el que el personaje se va solo cuando acepta voluntariamente hacerlo después de cumplir con algunas condiciones que establece, como que Superman tenga éxito en hacer que Mxyzptlk pinte su propia cara azul. Posteriormente se revelaría que nunca fue vulnerable a decir su nombre al revés, y únicamente quería instar a Superman a usar su ingenio para que este lo engañe.
El personaje apareció en acción real interpretado por Howie Mandel en la serie de televisión de 1993 Lois & Clark: The New Adventures of Superman. El personaje, rebautizado como Mikhail Mxyzptlk, también apareció en la serie de televisión Smallville interpretado por Trent Ford. Mxyzptlk aparece en la serie de televisión Supergirl interpretado por Peter Gadiot en la segunda temporada y por Thomas Lennon en la quinta y sexta temporada.

## Biografía ficticia
Mister Mxyztplk (la ortografía original) fue introducido en la Edad de Oro como un diablillo de la "quinta dimensión". Al no estar sujeto a nuestras leyes físicas, puede hacer cosas que parecen mágicas. En su primera aparición, Mxyztplk causa estragos en Metrópolis al usar sus poderes para hacer todo tipo de bromas, primero fingiendo que lo atropelló un camión y lo mató, luego aumentando su peso cuando la ambulancia llega y se despierta para sorprenderlos. Además, destruye la visión del mundo que Superman tiene de sí mismo. Mxyztplk salta por una ventana, engañando a Superman haciéndole creer que Mxyztplk se está suicidando. Cuando parece ileso, un Superman asombrado exclama: "¡Yo-yo pensé que era el único hombre que podía volar!". Le da al alcalde la voz de un burro, luego sopla papeles sobre la ciudad. Mxyztplk pronto le dice a Superman que es un bufón en su dimensión hogareña, explicando por qué usa sus poderes para hacer bromas pesadas. Pero un día encontró un libro que le habló de este mundo.
Originalmente, Mxyztplk tiene planes de conquistar el planeta por sí mismo, pero pronto se conforma con atormentar a Superman cada vez que tiene la oportunidad. Sus únicas debilidades son que no puede soportar ser ridiculizado y si él dice o hechizos a sus espaldas nombre, Klptzyxm (kil-pit-ZEE-Zim /kɪlpɪtzizɪm/), es enviado involuntariamente de regreso a su dimensión de origen por un mínimo de noventa días. Primero se deja engañar cuando Superman le pregunta cuál es la palabra y él dice que Superman lo habría considerado lo suficientemente estúpido como para decir "Klptzyxm", antes de darse cuenta de lo que sucedió y ser transportado a casa. Mxyztplk a menudo busca formas de contrarrestar esta última debilidad, pero siempre demuestra ser lo suficientemente crédulo como para que Superman lo engañe una y otra vez. En la Edad de Oro, decir "Klptzyxm" no solo enviará a Mxyztplk de regreso a la quinta dimensión, sino también a cualquier otra persona que lo haya dicho. Para volver a la dimensión de su hogar, hay que decir el propio nombre al revés.

### Edad de Plata
Mxyztplk apareció originalmente como un hombre pequeño y calvo con un traje morado, pajarita verde y sombrero derby morado. Esto se cambió a un atuendo naranja de aspecto futurista con ribete morado y cabello blanco a los lados de la cabeza a mediados de la década de 1950, aunque el bombín permanece adaptado al nuevo esquema de color. En Superman # 131 (1959), la ortografía del nombre de Mxyztplk cambió (por algunos relatos por error) a "Mxyzptlk".
Se explicó en los cómics de Edad de plata de Superman que Mister Mxyzptlk podría afectar a Superman porque Superman es susceptible a la magia, que se estableció como una debilidad importante para el superhéroe.
Cuando una excursión a Mxyzptlk provoca que se cancele una aparición especial de Superman y que los niños, que no le habían hecho nada a Mxyzptlk, se sientan decepcionados, el propio Superman decide cambiar las tornas y visitar la quinta dimensión (cómo no se explica), causando problemas para el diablillo, que se postula para alcalde. Por ejemplo, cuando Mxyzptlk proporciona una gran cantidad de alimentos para los posibles votantes, dice: "¡Coman, amigos, la comida es mía!" Superman usa el súper aliento para soplar la comida por todo el diablillo y luego se ríe a los votantes, "Como él dijo, amigos, ¡la comida está en él!" El diablillo intenta que el Hombre de Acero diga "Namrepus" (Superman al revés) repetidamente, pero cuando finalmente lo logra, no funciona y Superman permanece en la quinta dimensión. Mxyzptlk finalmente pierde la elección, y su misión cumplida, Superman se destierra a la Tierra susurrando "Le-Lak" (su nombre de nacimiento kryptoniano Kal-El al revés).

### Multiverso
Después del establecimiento del multiverso de DC Comics en la década de 1960, más tarde se explicó que el Mxyztplk de traje morado (la T y la P se transponen para alterar ligeramente el nombre) vive en la Quinta Dimensión conectada a la Tierra-Dos y la naranja. Mxyzptlk disfrazado en la Quinta Dimensión conectado a Tierra-Uno. La versión de Tierra-Uno también se reincorpora a las historias de Superboy como el pelirrojo Maestro Mxyzptlk, que acosa a Superboy durante su juventud en Smallville. Incluso aparece como un deus ex machina para detener a Kryptonite Kid, que estaba matando a un indefenso Superboy, para poder seguir atormentando a Superboy, y luego a Superman.
Un descendiente de Mxyzptlk del siglo 30 apareció en Adventure Comics # 310 (julio de 1963) con habilidades similares. Mucho más cruel que su antepasado, esta versión mata a la mayoría de la Legión de Super-Héroes hasta que Superboy lo engaña para que sea víctima de la misma debilidad "Kltpzyxm", revirtiendo los efectos de su magia. Sin embargo, en otra historia de Adventure Comics # 355 (abril de 1967) con la Legión de Adultos del siglo 30, el hermano del cruel Mxyzptlk se une a un descendiente de Lex Luthor para salvar a los Legionarios de la Legión de Supervillanos y unirse a la Legión misma.

### ¿Qué pasó con el hombre del mañana?
Alan Moore ofreció una interpretación radicalmente diferente del personaje en el 1986: Superman: ¿Qué le pasó al hombre del mañana?, un posible final de las aventuras de Superman de Tierra-Uno. Mister Mxyzptlk (que aparece en colores más oscuros y se ve más siniestro que en el pasado) explica que el problema con la inmortalidad es encontrar formas de pasar el tiempo. Pasó sus primeros 2.000 años sin moverse ni respirar, los siguientes 2.000 años haciendo solo buenas obras y los siguientes 2.000 años siendo el personaje travieso que normalmente se le presenta. Ahora ha decidido intentar ser malvado y es responsable de todos los eventos de pesadilla en la historia (también reflexiona que después de 2.000 años de maldad, puede pasar los próximos 2000 años sintiéndose culpable). Antes de atacar a Superman, revela su verdadera forma, que Lois Lane describe como que tiene "altura, ancho, profundidad y un par de cosas más". Es asesinado cuando Superman lo envía a la Zona Fantasma al mismo tiempo que Mister Mxyzptlk comienza a escapar a la Quinta Dimensión, partiéndolo en dos. A pesar de haber reconocido que su enemigo era demasiado peligroso para ser detenido de otra manera, el remordimiento por el asesinato lleva a Superman a drenar sus poderes usando kryptonita dorada.
Otra aparición final de Mister Mxyzptlk fue en el número final de DC Comics Presents, que muestra el descubrimiento de Jor-El de la Zona Fantasma. Al final de la historia, la Zona Fantasma, la Quinta Dimensión y el Mundo Bizarro están todos destruidos, y Mister Mxyzptlk, lleno de poder dotado por un mago horriblemente desfigurado que era un habitante de la Zona Fantasma, se transforma en una entidad que no incluso remotamente humano. Luego arroja la muerta Argo City a Metrópolis, llenándola de toneladas de kryptonita y kryptonianos muertos, y le anuncia a un Superman exasperado y horrorizado que esta fue su última broma, que nunca podrá superarla, y por eso se despide de Superman.

### Mxyzptlk moderno
Mxyzptlk logró superar la Crisis on Infinite Earths relativamente sin cambios, aunque la naturaleza desagradable de sus bromas y los efectos psicológicos que tienen en los demás se juegan más, como cuando animó el edificio del Daily Planet sin prestar atención a los ocupantes que estaban dentro que estaban siendo violentos. arrojado con sus movimientos. También comenzó a fumar puros, símbolo de su naturaleza más nueva y antagónica. Su primera aparición en esta nueva continuidad lo vio adoptar inicialmente el disfraz de "Ben DeRoy", un hombre misterioso omnipotente parecido al Beyonder, que estaba amenazando al Universo Marvel casi al mismo tiempo. Reanudó su apariencia más familiar cuando se enfrentó a Superman.
En su primera historia post-Crisis, Mxyzptlk jugó el "Juego de nombres" con Superman, diciendo o escribiendo su nombre al revés enviándolo a casa. Sin embargo, en su próxima aparición, esto no tiene ningún efecto; la "condición" que lo enviaría de regreso a la quinta dimensión sería cualquier cosa que él dijera que era para la ocasión, y el acto en sí no lo desterraría, sino que Mxyzptlk estaría cumpliendo con sus propios términos. Después de que su primer encuentro con Lex Luthor le enseñó a mentir, Mxyzptlk comenzó a manipular sus concursos con aspectos falsos o engañosos para hacer que sus desafíos fueran mayores. Al final, las historias volvieron a que Mxyzptlk tuviera que decir su nombre al revés para que se fuera.
Una de las historias más destacadas de Mxyzptlk en la nueva continuidad fue la de "Krisis of the Krimson Kryptonite", cuando le proporcionó a Lex Luthor una muestra de kryptonita roja que le quitó los poderes a Superman, siempre y cuando Luthor nunca le revelara a Superman que Mxyzptlk estaba involucrado. A pesar de la falta de poderes de Superman, aún arriesgó su vida para luchar contra Mammoth y el científico loco Thaddeus Killgrave. Finalmente, el hechizo se levantó cuando Luthor le dijo a "Clark Kent" de dónde había venido la kryptonita roja, creyendo que no estaría rompiendo la regla de Mxyzptlk de no dejar que Superman supiera la verdad si le decía a Kent y Kent le decía a Superman. (En una página aparte de esta historia, se da a entender que Mister Mxyzptlk también es el Hombre Imposible, que pasa su tiempo libre acosando a Los 4 Fantásticos del Universo Marvel).
Muchas de las historias posteriores de Mxyzptlk tienen un aire posmoderno, similar a Ambush Bug, ya que comenta sobre decisiones editoriales, clichés del género, etc. Esto fue más obvio en Superman: The Man of Steel # 75, un pastiche de La muerte de Superman en Superman volumen 2 # 75, donde Mxyzptlk crea un duplicado de Doomsday. La confrontación culmina con Mxyzptlk conociendo al Ser Supremo que resulta ser Mike Carlin, el entonces editor de los títulos de Superman, quien rápidamente lo devuelve a la vida. Aunque Mxyzptlk no aparece en la JLA de Grant Morrison, Morrison aprovechó ciertas similitudes para vincular a Thunderbolt de Johnny Thunder y la némesis de Aquaman, Qwsp a la quinta dimensión, lo que implica que la dimensión puede ser el origen de las leyendas de los djinn. Esta historia también vio la primera aparición post-Crisis de la novia de Mxyzptlk de Tierra-Uno, Ms. Gsptlsnz (descrita como su "quinto-compañero"; pronunciado Giz-pit-lez-nez o "Gizbie" para abreviar).
En 2001, DC publicó Bizarro Comics en el que Mister Mxyzptlk luchó contra una entidad todopoderosa llamada A que está conquistando y destruyendo mundos dimensionales, incluida la quinta dimensión, mediante el uso de juguetes y juegos. Mxyzptlk contrata los servicios de una versión de Bizarro que lo llama Greg, y rellena la historia escribiendo y dibujando 27 historias fuera de lo común usando los superhéroes de DC, ocupando 160 páginas. Bizarro está en 2 de ellos. También es de destacar la descripción de los rayos de Bahdnesian y las especies de Zook como nativas de la quinta dimensión.
En Countdown to Final Crisis, el moderno Mxyzptlk afirma haber sentido siempre la necesidad de un "público" en la tercera dimensión, y que Superman no fue su primera víctima.

### Origen secreto
En Justicia Joven # 3, Peter David mostró los orígenes de Mxyzptlk como un investigador serio, que viaja a través del tiempo, convocado por ocultistas basados en computadoras. Aprovecha la oportunidad para realizar algunos estudios académicos. Decide examinar una fiesta de Halloween en Happy Harbour, centrándose en los resultados de envejecer a una parte de los adolescentes y hacer que algunos de los demás bailen frenéticamente fuera de control. Lo que Mxyzptlk no sabe es que Robin, Superboy e Impulso fueron contratados por los adultos del pueblo para acompañar la fiesta. Cuando los chicos se enfrentan a Mxyzptlk, se dan cuenta de que este no era el mismo Mxyzptlk a quien Superman se había enfrentado regularmente; de hecho, parece que ni siquiera asumió el nombre "Mxyzptlk" en este punto, considerándolo como algo que alguien tecleó al azar (que es, de hecho, cómo el personaje eligió su nombre en su primer apariencia Post-Crisis). Al descubrir el caótico futuro que le espera, Mxyzptlk declara que dedicaría su vida al aprendizaje y al conocimiento. Sin embargo, esas palabras llevaron a un cambio en el tiempo, creando un mundo apocalíptico en todas partes menos fuera del edificio donde se celebra la fiesta de Halloween. Esto se debe a que Mxyzptlk no se dejó molestar a Superman. Para evitar esto, Robin, Superboy e Impulse se dan cuenta de que necesitan inculcar a Mxyzptlk su característico sentido del humor.
Una película de Los Tres Chiflados se descubre y se ve a través de un proyector viejo. Mxyzptlk se divierte con la comedia de las películas. Intenta un golpe al estilo Stooge en el ojo del proyeccionista Mick Gurk (un homenaje al nombre "McGurk", el nombre usado por Mxyztplk para una estatua que animó en su primera aparición), encontrando el humor de payasadas a su gusto. Promete que, cuando sea el momento, molestará a Superman como se supone que debe hacerlo, en honor a Superboy, Impulse, Robin e incluso a Mick Gurk.
El tiempo se restablece como debería ser... principalmente. Fuera del centro cívico hay un inesperado parque temático de Mxyzptlk, el único cambio en el mundo.
Sin embargo, parece que Mxyzptlk ha olvidado este incidente con el paso de los años. Cuando se enfrenta a Superboy más tarde, el diablillo declara que no tenía conocimiento de su aventura con Justicia Joven. Si esto es cierto o no, o si Mxyzptlk simplemente le está jugando una broma al Chico de Acero, nunca se revela.

### Uso indebido del poder
En "Emperador Joker", una historia de múltiples partes a lo largo de los títulos de Superman, Mxyzptlk tiene sus poderes temporalmente robados por el Joker, quien luego rehace la Tierra. El diablillo es incapaz de recordar qué hacer para romper la cadena de eventos que diariamente culmina con Superman siendo arrastrado de regreso a Arkham Asylum por Bizarro. Afortunadamente, Mxyzptlk puede revelarle la verdad a Superman, quien logra encontrar el poder para romper el ciclo y derrotar al Joker. Mientras el Joker se prepara para acabar con la existencia, Superman se da cuenta de que, a pesar de todo su poder, el Joker todavía no puede borrar a Batman, como el Joker se define a sí mismo por su constante oposición al Caballero de la Noche, lo que le permite a Superman romper el control de la realidad del Joker. Sin embargo, Mxyzptlk guarda algunas de las creaciones del Joker y las transfiere al mundo 'real', incluidos Scorch, Gorgeous Gilly, el nuevo Bizarro e "Ignition", un villano con armadura negra que apareció por primera vez en la historia del "Emperador Joker" pero que fue creado por alguien más (exactamente que nunca ha sido revelado).
También se ha dado a entender que Mxyzptlk se ve a sí mismo como alguien que cumple un propósito importante, al enseñarle a Superman a no tomarse todo demasiado en serio.
En Adventures of Superman # 617 (2003), Mxyzptlk se reinventa como gemelos fraternos con un odio intenso por Superman. Entre otras cosas, se atribuyen la responsabilidad de la creación del actual Persuader. Un año después, en Superman Secret Files and Origins 2004 (2004), regresa a su yo habitual siguiendo a un compañero diablillo en la quinta dimensión que combina a los gemelos con el clásico Mxyzptlk, dando como resultado su forma y personalidad normal.
Mxyzptlk formó una parte importante de la trama "Ruina" de Greg Rucka en Adventures of Superman. Su apariencia aquí es similar a su apariencia de la Edad de Oro, con la adición de un solo mechón de cabello, parecido al mechón en forma de S de Superman. Esta versión de Mxyzptlk es menos abrasiva de lo que había sido anteriormente, y se presenta básicamente como del lado de Superman. También se jugaron los aspectos metaficcionales del personaje, cuando visita las oficinas de DC Comics en el mundo real, presentado como fumetti.
Al mismo tiempo, Mxyzptlk apareció en Superman/Batman # 23. Durante este tiempo, su apariencia es similar a la versión "moderna" más típica del personaje. Está tratando de preparar a Batman y Superman para la próxima Crisis infinita (aunque cronológicamente tiene lugar antes de la Crisis infinita, el problema en sí salió a la luz después). El incidente presenta versiones del universo alternativo de Superman, Batman y Deathstroke e implica mucho caos que no se mostró, como el planeta Mogo visitando la Tierra para reclamar una antigua masa terrestre. Al final de esta historia, Mxyzptlk indica que ha borrado el conocimiento de la identidad de Superman de la mente de Lex Luthor.
Después de las consecuencias de los eventos del Día de Venganza (y, aunque no se menciona, la corrupción de la Quinta Dimensión como se ve en JSA), la eliminación de la magia de la Tierra deja a Mxyzptlk casi impotente, vagando por las calles de Metrópolis e incapaz de recordar cómo pronunciar el inverso de su nombre para regresarlo a casa. Superman intenta ayudarlo, pero los dos son atacados por el villano Ruina. Ruin intenta asesinar a Superman con armamento basado en Kryptonita, pero Mxyzptlk empuja a Superman fuera del camino, toma una lanza de kryptonita al corazón y desaparece. Justo antes de desaparecer, parece susurrar 'kltpzyxm'.

### Un año después
Action Comics Annual # 10 afirma que Mister Mxyzptlk fue visto por última vez hace 190 días y que la pronunciación de su nombre es Mix-Yez-Pittle-Ick (como lo fue en el programa de dibujos animados Superman CBS-TV de la década de 1960, mencionado anteriormente).

### Cuenta regresiva
Mister Mxyzptlk hace una aparición de una página en Countdown # 31. En un paseo en la quinta dimensión con Gsptlsnz y su pez de colores mascota llamado Superman, es agarrado por alguien o algo desconocido que luego desaparece con Mxy. Más tarde se revela en Countdown # 23, Mxyzptlk fue secuestrado por Superboy Prime y encarcelado en el Source Wall. Prime aparentemente ha estado torturando al diablillo para que lo ayude a recuperar su "Tierra perfecta", es decir, la Tierra Prima. Mxyzptlk menciona que ha estado viniendo a la Tierra durante siglos, y se le ha llamado por muchos nombres (Loki, Coyote, y Anansi). Más tarde es enviado de regreso a su casa por Annataz Arataz, la contraparte de Zatanna en Tierra-3, a quien Prime también había capturado. Al llegar a la quinta dimensión, le proclama a Gsptlsnz que ha escapado de un encuentro con "La Bestia" (lo que implica que la Quinta Dimensión es consciente de Superboy Prime, a quien se refiere como un ser de pura maldad). Sabiendo que Superboy Prime matará a todas las almas vivientes en la Quinta Dimensión para vengarse de él, Mxyzptlk proclama que su dimensión debe aislarse de los forasteros de inmediato y que nunca podrá regresar a la Tierra.

### The New 52
En septiembre de 2011, The New 52 reinició la continuidad de DC. En esta nueva línea de tiempo, la historia de Mxyzptlk se revela como un mago viajero en la quinta dimensión que entretuvo al Rey-Cosa Brpxz de Zrfff. Lo hizo creando 333 mundos tridimensionales diferentes y desafiando a los héroes en cada mundo, y todos se entretuvieron con el único héroe que podía ganar los desafíos, Superman. Esto llevó a Mxyzptlk a convertirse en el animador favorito del rey y a ganarse el amor de la hija del rey, Gsptlnz. Sin embargo, también causó celos en el ahora depuesto mago de la corte original, Vyndktvx. Vyndktvx finalmente se volvió loco y trató de matar a Mxyzptlk, solo para matar al rey. El instante del asesinato del rey, cometido con la Multispear, una hiper-arma, reflejada en el universo tridimensional que habita Superman como una lucha de por vida con el ser de cinco dimensiones. Mxyzptlk y su amada esposa descendieron al universo tridimensional para ayudar a Superman en su lucha; sus formas mortales perecieron a su debido tiempo, aún en el mismo instante en el tiempo de su mundo natal. Allí, incluso cuando fue derrotado en el universo tridimensional, Vndyktvx fue arrestado y encarcelado por el asesinato. Mxyzptlk se convirtió en rey y vivió feliz con su esposa, la hermosa princesa ahora reina, solo para llorar cuando murió al dar a luz a sus hijos. Y así, se convirtió el triste rey que un día, el bufón Mxyzptlk vendría a entretener, y que sería asesinado por Vndyktvx en un ciclo eterno y aparentemente natural (para seres de cinco dimensiones).

### DC Rebirth
Después de que New 52 Superman murió y Superman de Pre-52 tomó su lugar en el momento del reinicio de DC Rebirth, apareció un misterioso Clark Kent que afirmaba ser el real. A pesar de las vacilaciones de todos y del evento anterior que destacó a Clark como Superman, el nuevo Clark tenía los registros médicos correspondientes, y cuando Superman interrogó a Clark con una sonda telepática, Clark presentó una historia clara de Clark Kent como un ser humano que era huérfano a los tres meses de edad y posteriormente adoptado por los Kent. La Lois de Pre-52 investiga más al nuevo Clark después de recuperar su trabajo en el Daily Planet. Clark le pide a Lois una cita que ella acepta, pero en la cita, Lois descubre que Clark alquiló todo el lugar por la noche y le propuso matrimonio, asustándola fuera de la cita. Sigue a Lois a su casa secreta y se entera de su matrimonio con Superman y su hijo, Jonathan. Al día siguiente, después de ver a Clark, la casa de Superman y Lois y Jonathan desaparecen de repente. Rastrean a Clark hasta su apartamento, donde se revela a sí mismo como el señor Mxyzptlk, que estaba ausente del universo New 52 porque estaba cautivo por el señor Oz y usó sus poderes para transformarse y lavarse el cerebro haciéndole creer que era Clark Kent para evitarlo. ser recapturado después de escapar. Sus ataques a Superman son una venganza por no darse cuenta de que ha estado desaparecido y procede a hacer que Lois se olvide de su propio hijo. Como incluso Lois olvida que Clark y Superman eran la misma persona, Superman acepta jugar el juego de Mister Mxyzptlk para intentar recuperar el 'derecho' de ver a su hijo nuevamente, pero aunque Mister Mxyzptlk intenta cambiar las reglas y asegurar su victoria, Jonathan es capaz de luchar a través de su prisión creada por Mister Mxyzptlk con la ayuda de espíritus no especificados que se revelan como las nuevas versiones 52 de Superman y Lois, culminando en la creación de una nueva línea de tiempo donde la esencia de Lois y Clark post-Flashpoint se fusionan con su yo anterior a Flashpoint, de modo que la historia de ambos mundos puedan coexistir.

## Poderes y habilidades
Mister Mxyzptlk posee la capacidad de deformar la realidad, que se ha descrito alternativamente como el producto de la magia de la quinta dimensión o la tecnología avanzada que parece ser mágica para los seres de la tercera dimensión. Coherente con sus habilidades es el hecho de que Mxyzptlk mismo no está limitado por leyes físicas: no necesita sustento como aire o agua, puede existir en cualquier entorno, tiene la capacidad de teletransportarse a cualquier lugar y no es susceptible a daños físicos. Su única vulnerabilidad aparente es que cada vez que dice su nombre al revés, es devuelto a la quinta dimensión y todos los efectos de su magia desaparecen, haciendo que todo sea como estaba antes de su aparición. (Esto también ha ocurrido con una aplicación indirecta de esa regla; en una ocasión, Mxyzptlk fue desterrado por una grabación al revés de su propia voz diciendo su nombre)
Sin embargo, tal destierro es solo un disuasivo temporal: después de noventa días, Mxyzptlk puede volver a visitar la tercera dimensión a voluntad. Sus poderes de deformación de la realidad existen en la quinta dimensión pero ejerce menos control en comparación con la tercera dimensión, debido a la presencia de otros diablillos con los mismos poderes.
Aunque fácilmente el más poderoso de los enemigos recurrentes de Superman, el alcance del verdadero potencial de Mxyzptlk está limitado por su personalidad: su naturaleza ingenua hace que sea fácil para Superman u otras personas engañarlo para que diga su nombre al revés, y en general es un amante de la diversión. bromista que prefiere usar su poder para travesuras infantiles y acoso alegre en lugar de destrucción o tormento malicioso. Por lo tanto, es más una molestia para el Hombre de Acero que una verdadera amenaza.

## Otras versiones

### Injusticia: Dioses entre nosotros
Mxyzptlk aparece en el tercer año. Se hace pasar por El Espectro y se pone del lado de Superman y explica sus motivos como querer traer "Orden" al mundo, ayudándolo contra la Insurgencia de Batman y las maquinaciones secretas de John Constantine. Sin embargo, muchos comienzan a cuestionar la cordura del Espectro al seguir a Superman, solo para ser tratados rápidamente. En la batalla subsiguiente contra Trigon, se revela que Mxyzptlk se hacía pasar por el Espectro todo el tiempo (su larga exposición a la oscuridad del Espectro termina corrompiéndolo, dándole una apariencia más oscura y loca). Mientras lucha contra Trigon, la realidad a su alrededor se altera, haciendo que todos los superhéroes cercanos sean inútiles. En un intento final de detener la feroz batalla mágica, el Doctor Fate, con la ayuda de Billy Batson, envía a Mxyzptlk, Trigon y a él mismo a "The Void", un lugar lo más cerca posible de la muerte.

### Superman y Batman: World's Funnest
Superman y Batman: World's Funnest (2000) presenta a Mxyzptlk y Bati-duende en una batalla de magia que mata a casi todo el Universo DC y otros mundos, momento en el que se ríen y acuerdan encontrarse de nuevo "el próximo martes", revelando así que la destrucción es temporal y también una fuente regular de entretenimiento para la pareja mágica.

### Universo Anti-Materia
En The Brave and the Bold # 11, Superman se enfrenta a Ultraman, su contraparte del Universo Anti-materia que albergaba a Qward; sin embargo, son interrumpidos a mitad de la batalla por Mixyezpitellik, la propia contraparte de Antimateria de Mxyzptlk. Esta contraparte no reside en Qward, pero es otro habitante de la 5.ª Dimensión; detesta que lo comparen con Mxyzptlk, a quien se refiere como un "diablillo loco". Así como Ultraman es en todos los sentidos lo opuesto a Superman: descontrolado, violento y petulante, también lo es Mixyezpitellik de Mxyzptlk. Aparece vestido con un traje pulcro y lleva un paraguas y usa un sombrero de fieltro grande en lugar del bombín de payaso, aunque todavía es de color púrpura como su contraparte, y se refiere a sí mismo como 'un Caballero del Orden vocalizado', lo que sugiere que el uso de vocales en la Quinta Dimensión denota rango. En particular, Mixyezpitellik afirma específicamente que sus poderes están basados en la magia y, por lo tanto, están limitados hasta cierto punto, como lo indica que fue cambiado por la naturaleza misma de la realidad basada en la materia para volverse más parecida a un diablillo para encajar en su estructura de realidad. La relación de Mixyezpitellik con Ultraman también refleja la relación entre Mxyzptlk y Superman; mientras que para Superman, Mxyzptlk es simplemente una molestia traviesa que rara vez tiene un gran impacto en él, Ultraman se siente aterrorizado por el poder de Mixyezpitellik y, por lo tanto, actúa como su agente.

### Supergirl: Aventuras Cósmicas en el octavo grado
Mxyzptlk es el villano principal de la miniserie. Aquí, está disfrazado de director del internado de Stanhope, al que asisten Supergirl, Lena Luthor y Belinda Zee. Al final del quinto número, Mxyzptlk y sus secuaces (compañeros profesores) revelan sus verdaderas formas mientras se ríen del caos que han generado.
En el último número de la serie, se revela que Mxyzptlk estaba detrás del aterrizaje del cohete de Supergirl en Metrópolis y de casi todas las catástrofes de la serie, con la esperanza de usar sus emociones para impulsar una máquina que le daría una cantidad ilimitada de energía. Incluso se sugiere que él podría haber estado detrás de la destrucción de Krypton en primer lugar, solo para manipular los eventos hasta el punto actual. Después de ser golpeado por una Supergirl omnipotente, que se revela como la mano que vio Krona, se retira a la quinta dimensión... solo para ser desterrado a una prisión bidimensional por sus propios secuaces, como castigo por "romper las reglas de el juego".

### Superman y Batman: Generaciones
Mister Mxyzptlk aparece en Superman & Batman: generaciones. En 1959 fue sacado de la Quinta Dimensión junto con Bati-duende por los Epsilon Eridanites para ayudar a encontrar un héroe que los ayudaría a derrotar al Imperio Bortan. Dos de sus representantes han encontrado dos candidatos dignos en la forma de Superman y Batman, y querían que Mxyzptlk probara al héroe Batman de Bati-duende para descubrir su valía mientras Bat-Mite probaba al héroe Superman de Mxyzptlk. Finalmente, Superman llevó todo el concurso a Gotham City, y el monstruo de Bati-duende luchó contra Mxyzptlk. Mxyzptlk decidió en ese momento crear un monstruo gigante con tentáculos para lidiar con ambos héroes. Sin embargo, tanto Superman como Batman decidieron hacerse ver como si hubieran sido totalmente derrotados y destruidos por el monstruo para que los Epsilon Eridanites terminaran eligiendo a Mxyzptlk y Bati-duende como sus héroes para hacerse cargo de la amenaza de Bortan, eliminándolos para siempre de molestar a Superman o Batman nunca más.

## En otros medios

### Televisión

#### Animación
- Mxyzptlk apareció por primera vez en forma animada en el episodio "Imp-Practical Joker" de la serie de filmación The New Adventures of Superman, con la voz de Gilbert Mack. En esta aparición, Filmation utilizó la pronunciación oficial de DC Comics de su nombre. Mister Mxyzptlk causa travesuras en un carnaval fuera de Metrópolis hasta que llega Superman. Superman intenta que Mxyzptlk diga su nombre al revés en diferentes intentos (uno de ellos en su apariencia de Clark Kent que, por supuesto, no funcionó) y finalmente logra engañar a Mxyzptlk para que diga su nombre al revés al estropear la pronunciación de su nombre. Superman incluso se burla de Mxyzptlk al pronunciar su nombre "Mixed Pickle", lo que genera una respuesta antagónica de él cada vez.
- Mister Mxyzptlk apareció en la serie animada Súper amigos, con la voz de Frank Welker. En esa serie, el nombre de Mxyzptlk se pronuncia como Miks-ill-plik (al revés, Kilp-ill-skim) y se dedica a atormentar a todos los miembros del equipo, incluso cuando Superman está ausente.
  - En el episodio de Challenge of the Super Friends, "El ascenso y caída de los súper amigos", Mxyzptlk obliga a los súper amigos a representar los papeles en una película que está dirigiendo. Superman reescribe en secreto el guion para incluir "Kltpzyxm" y lo engaña para que lo lea para desterrarlo.
  - En el episodio "El planeta de Oz" de The World's Greatest Super Friends, Mxyzptlk transporta a Superman, Wonder Woman y Aquaman a la Tierra de Oz y les dice que deben encontrar al Mago para llegar a casa. En el camino, Mxyzptlk toma la apariencia de la malvada bruja del peor tipo y convierte a Aquaman en el Espantapájaros, a Superman en el Hombre de Hojalata y a la Mujer Maravilla en el León Cobarde, debilitando drásticamente sus poderes. Cuando los héroes finalmente encuentran al Mago y piden que los envíen a casa, el Mago se revela a sí mismo como Mxyzptlk con otro disfraz más y explica que durante su viaje, los héroes, sin saberlo, recolectaron ingredientes para una poción que lo hará inmune a ser desterrado por el Quinta Dimensión. Sin embargo, los héroes habían descubierto su plan antes y habían cambiado uno de los ingredientes, así que después de incitarlo a probar que la poción realmente funcionaba, dice su nombre al revés y se desvanece.
  - En el episodio de Super Friends de la década de 1980 "Mxyzptlk Strikes Again", afirmando que está escribiendo una novela, usa una máquina de escribir mágica que hace que todo lo que está escrito se vuelva realidad para atormentar a los Super Amigos y hacer que luchen entre sí. Green Lantern usa su anillo para reprogramar la máquina de escribir para que solo escriba "Kltpzyxm" y el diablillo lo lee sin saberlo y es desterrado. En el episodio "La película de Mxyzptlk", atrapa a Batman, Robin, los Gemelos Fantásticos y Gleek, dentro de una película sobre hombres de las cavernas y dinosaurios y los atormenta con una cámara mágica que puede rebobinar y editar sus acciones en algo vergonzoso. Después de que lo incitan a decir su propio nombre, Gleek se acerca sigilosamente y presiona el botón Rebobinar en la cámara para obligarlo a decirlo al revés y desterrarlo. En el episodio "La venganza de Mxyzptlk", transporta a Superman y Batman a la quinta dimensión para atormentarlos, señalando que decir su nombre al revés no tiene sentido ya que él ya está en la quinta dimensión. Dado que las reglas de la realidad son diferentes en la quinta dimensión, Superman finalmente lo engaña para que diga su nombre, transportando a Superman y Batman de regreso a la Tierra.
  - En el episodio "Mr. Mxyzptlk and Magic Lamp" de Super Friends: The Legendary Super Powers Show, un ladrón de poca monta llamado Benny roba una lámpara de un museo. Mxyztplk decide hacerse pasar por el genio de la lámpara y usa sus poderes para ayudar a Benny a cometer grandes crímenes y escapar de los Súper Amigos. Cuando deciden piratear cuentas bancarias para obtener sus contraseñas, Batman envía una señal que convierte una de las contraseñas en su nombre al revés, y él la lee y es desterrado. En el episodio "Tío Mxyzptlk", Superman se convierte en un niño malcriado por una muestra de kryptonita roja y Mxyzptlk rápidamente lo toma bajo su protección y lo anima a usar sus poderes para hacer travesuras. Samurái reordena las letras en un letrero que deletreaba su nombre para deletrearlo al revés y lo engaña para que lo lea para desterrarlo.
- En la caricatura de la década de 1990 Batman: la serie animada, Mister Mxyzptlk apareció brevemente como un juguete animatrónico silencioso creado por el Dr. Karl Rossum en el episodio de la tercera temporada "Deep Freeze". Su diseño es idéntico a la versión de la Edad de Bronce, y se le vio montado en una alfombra voladora. También se pueden ver a Bati-duende, Streaky, el Supergato y Krypto el Superperro.
- En la serie animada de la década de 1990, Superman: la serie animada, Mister Mxyzptlk fue interpretado por el comediante Gilbert Gottfried. El diseño de esta versión estaba más cerca de la versión Edad de Oro. En su introducción principal (después de haber hecho algunas bromas a Superman sin identificarse), Clark lo ve como un personaje de tira cómica en un periódico que Jimmy le había dado y leyó su nombre usando la pronunciación "Mix-ul-plict" (un guiño a la caricatura de Súper Amigos). Myx luego demostró la pronunciación correcta, "mezclar-sí-escupir-lamer", convirtiéndose en un mezclador, una portada del álbum de la banda Yes, de vuelta a sí mismo mientras escupía a Superman, y luego un perro que lame a Superman. En un guiño a Lois & Clark, Mxyzptlk en un momento le dice a Superman que él es responsable de inspirar las leyendas de la Tierra sobre diablillos, genios y duendes. En esta encarnación, aparece como un fastidio cómico; una vez que le explica a Superman su debilidad, es engañado repetidamente para que diga su nombre al revés antes de que pueda dar mucha pelea. En una visita, interrumpe el afeitado de visión de calor de Superman, pero Superman lo engaña diciendo deliberadamente su nombre como Sr. "Kltpzyxm". Otro lo ve armado con un exoesqueleto motorizado para matar a Superman antes de que pueda ser engañado, y se ve obligado a salir de la pantalla en menos de 3 segundos. Se ve obligado a dejar a Superman solo para siempre después de ser engañado para que muestre "Kltpzyxm" dos veces seguidas, pero promete encontrar una escapatoria y regresar. Vuelve de nuevo en "Little Big Head Man" para engañar a Bizarro para que ataque al Hombre de Acero después de teletransportarlo desde Mundo Bizarro. Se mete en problemas con el tribunal de 5th Dimensión (expresado por Corey Burton, quien no fue acreditado por el papel) que lo castiga por sus travesuras despojándolo de sus poderes y enviándolo a la tercera dimensión para hacer buenas acciones en tres meses en los que él podrá regresar si está completo. Incluso decir las contraseñas de su nombre no funciona. Tras la derrota de Bizarro, Superman se entera de lo que el tribunal condenó a hacer a Mister Mxyzptlk durante los tres meses en la Tierra. Cuando Mister Mxyzptlk se ofreció a presionar su capa, a Superman se le ocurrió una mejor acción para él. En Mundo Bizarro, Mister Mxyzptlk se convierte en el asistente de Bizarro en su planeta natal al interpretar a cada uno de los ciudadanos. Después de criticar a Bizzaro por casi lastimarlo, Krypto persigue a Mister Mxyzptlk hasta un árbol. Mientras despotrica sobre su tormento, se muestra a Superman mirando en el monitor mientras trabaja "La vida es buena".
  - Según el comentario de "Mxyzpixilated", había planes para protagonizar un episodio de Liga de la Justicia, pero ni el escritor Paul Dini (un gran admirador del personaje, que escribió "Mxyzpixilated") ni el creador de la serie Bruce Timm pudieron imaginarse una historia que sería adecuada. Sin embargo, hizo un "cameo" como un recorte de cartón utilizado en un ejercicio de entrenamiento en el episodio "Sociedad secreta - Parte 1". Esta encarnación se parece al Mister Mxyzptlk original, en lugar de las dos versiones más modernas.
- Mister Mxyzptlk aparece en Batman: The Brave and the Bold, con la voz de Kevin Michael Richardson. Batman lo menciona en "Legends of the Dark Mite" cuando se entera de que Bat-duende es de la Quinta Dimensión y que le dice a Bati-duende que un amigo en Metrópolis (Superman) le había advertido sobre seres de 5.ª dimensión. En "¡La batalla de los superhéroes!", está causando travesuras en Metrópolis hasta que Superman lo engaña para que diga su nombre al revés con una broma. En esta serie, su nombre se pronuncia "Mix-ee-yez-pit-lik".
- Mister Mxyzptlk aparece en el episodio de Justice League Action, "Mxy's Mix-Up", nuevamente expresado por Gilbert Gottfried. Cuando accidentalmente dice su nombre al revés, se pronuncia "Kl-tp-zyx-m" mientras que en la serie de Superman es "Kl-tp-zy-xm". Choca la batalla de Superman, Batman y Stargirl con Gorilla Grodd y su ejército de gorilas, donde mezcla las mentes de Superman, Batman y Stargirl donde les causa algunas dificultades para luchar contra Gorilla Grodd. Cuando el equipo bravo de la Liga de la Justicia (formado por Cyborg, Flash, Detective Marciano, Shazam y Zatanna) llegan con Firestorm, Mister Mxyzptlk también confunde sus mentes, aunque Mister Mxyzptlk no contaba con que escuchara la voz de Martin Stein debido a que Firestorm tiene una mente dual. Martin Stein se las arregla para engañar a Mister Mxyzptlk para que diga su nombre al revés, lo que envía a Mister Mxyzptlk de regreso a la quinta dimensión y deshace su magia en la Liga de la Justicia lo suficiente como para derrotar a Gorilla Grodd y su ejército. Aparece de nuevo en "Capitán Bamboozle", donde Mxyzptlk le da poderes al tío de Shazam, Dudley solo para causar estragos. En "Al Día con los Kryptonianos", Mxyzptlk altera la historia en que Supergirl y Superman sean, respectivamente, una actriz tonta y un ejecutor de Kaznian al no conocerse.
- Mister Mxyzptlk aparece en el episodio de Mis aventuras con Superman, "Kiss Kiss Fall in Portal",[34]con la voz de David Errigo Jr.[35]Esta versión es un diablillo multiversal, autoproclamado dios del caos y criminal con una apariencia más juvenil y apariencia inhumana, siguiendo el ejemplo de personajes de anime traviesos. Además, es enemigo de la Liga de Lois Lanes, una alianza multiversal de Lois Lanes que previamente confiscó su sombrero y le quitó parcialmente sus poderes.

#### Acción en vivo
- Michael J. Pollard interpretó a Mxyzptlk en la serie sindicada de acción en vivo Superboy de 1988-1992 en dos episodios de las temporadas 1 y 2.
- Howie Mandel interpretó a Mxyzptlk en la serie de acción en vivo de la década de 1990 Lois & Clark: The New Adventures of Superman episodio "Twas the Night Before Mxymas".[36] Mandel pronunció el nombre "Mix-yez-pit-leck". Se dice que Mxyzptlk tiene una larga historia de visitas anteriores a la Tierra, inspirando los mitos de diablillos, genios y duendes, así como eventos históricos reales, como la Caída de Roma. Al igual que la versión de los cómics, es un nativo de la quinta dimensión y solo podría ser enviado de regreso diciendo su nombre al revés, pero es más malévolo: su deseo era forzar a Superman a dejar la Tierra para poder tomarlo, atrapó la víspera de Navidad en un ciclo temporal en el que la humanidad se volvió progresivamente más abatida y violenta en cada ronda debido a la falta de esperanza para el futuro, acercándose a la Tercera Guerra Mundial. Superman, el único ser que podía percibir las repeticiones de la línea de tiempo, restauró la esperanza de la gente al evitar proactivamente las tragedias inminentes antes de engañar a Mxy para que aceptara un regalo de Navidad de "Kltpzyxm", enviándolo de regreso a la quinta dimensión.
- Mister Mxyzptlk aparece en Supergirl interpretado por Peter Gadiot en la segunda temporada[37] y por Thomas Lennon en la quinta temporada.[38] Es un diablillo de la quinta dimensión que aparece al final del episodio de la temporada dos "Luthors", antes de hacer su debut completo en "Mr. & Mrs. Mxyzptlk". Tal como Kara le está diciendo a Mon-El de sus sentimientos por él, Mxyzptlk aparece ante ella, después de haberla observado desde la quinta dimensión y haberse enamorado de ella. Mon-El exige airadamente que diga o deletree su nombre al revés, ya que eso lo desterraría de regreso a la quinta dimensión. A pesar de sus poderes para deformar la realidad, Mxyzptlk no puede hacer que Kara se case directamente con él o evitar que se mate, por lo que interfiere con su vida de formas cada vez más peligrosas como parte de sus vanos esfuerzos por conquistarla. Fingiendo aceptar su propuesta de matrimonio, Supergirl lo atrae a la Fortaleza de la Soledad y desencadena un colapso nuclear inminente, amenazando su vida hasta que Mxyzptlk escribe el código de muerte, que se traduce del kryptoniano a "KLTPZYXM", y lo envía lejos. En este episodio, declara que su nombre se pronuncia como se escribe. Mister Mxyzptlk reaparece al final del episodio "Regreso al futuro" Pt. 2 donde aparece en el loft de Kara.[39] En el episodio "It's a Super Life", Mister Mxyzptlk explica que Kara y Alex no lo reconocen porque había asumido una forma diferente la última vez en su intento de ganarse a Kara. Ahora ordenado por algunos poderes superiores no especificados para expiar sus transgresiones pasadas hacia Kara, Mxyzptlk envía a Alex Danvers y Detective Marciano a un curso de paintball y le da a Kara una grabadora con él diciendo su nombre al revés que ella puede usar para salir de un problema. Mxyzptlk luego le muestra a Kara las posibles realidades en las que Supergirl reveló su identidad a Lena en diferentes puntos, pero Kara no puede encontrar un escenario en el que Lena no reaccione mal a las noticias, reacciones que van desde que Lena abandona National City o básicamente abandona a Kara en situaciones en las que la ayuda de Lena habría sido crucial; incluso cuando Kara le dice a Lena la verdad desde el principio, la muerte de Kara se produce cuando el Agente Libertad ataca a Lena para atraer a Kara a una trampa. Cuando se trataba de una posible realidad en la que Supergirl y Lena nunca se conocieron, Lena se hizo cargo de la mitad restante de National City y aprovechó las energías de la quinta dimensión para impulsar sus Hope-Bots, lo que explicaba por qué Mxyzptlk no podía usar sus poderes. También se mencionó que Sombrero era un viejo compañero de bebida que tomó su sombrero. Una vez que Mxyzptlk pudo aprovechar los poderes de la Quinta Dimensión, deshizo la realidad.

### Película
- Mxyzptlk fue uno de los villanos considerados para Superman III, como está escrito en un esquema de Ilya Salkind, pero la idea fue descartada. El señor Mxyzptlk representado en el esquema varía de su homólogo cómico de buen humor, ya que usa sus habilidades para dañar seriamente. Dudley Moore fue la mejor opción para interpretar el papel.[40]
- Mxyzptlk hace un cameo como prisionero de Trigon en Teen Titans Go! vs. Teen Titans.

### Videojuegos
- Mister Mxyzptlk aparece en Superman Returns, con la voz de Dwight Shultz. Aparece como narrador en el menú de minijuegos.
- Mister Mxyzptlk aparece en DC Universe Online, con la voz de Shanon Weaver. Aparece imitando un cuento de duendes como parte de la actualización estacional temática del Día de San Patricio del juego. Mister Mxyzptlk aparece en toda Metrópolis, así como en la Atalaya y el Salón de la Perdición.
- Mister Mxyzptlk aparece en Scribblenauts Unmasked: A DC Comics Adventure. Les da a los jugadores condiciones en el juego que, si se siguen, recompensarán al jugador con el doble de puntos de reputación. Ejemplos de esas condiciones son solo usar palabras que comienzan con una letra específica o convertir todo en el entorno en zombis.

#### Lego
- Mister Mxyzptlk aparece en Lego Batman 3: Beyond Gotham con la voz de Gilbert Gottfried.[41]
- Mister Mxyzptlk aparece en Lego DC Super-Villains, con Gilbert Gottfried una vez más repitiendo el papel.[42][43]

### Otros
- Mister Mxyzptlk aparece en el cómic de Superman y Bugs Bunny en 2000.
- El álbum de 1984 de Blaine L. Reininger, Night Air, contiene una canción llamada "A Café Au Lait For Mr Mxyzptlk".

## Recepción
En 2009, el señor Mxyzptlk fue clasificado como IGN 76.º mayor villano de cómic de todos los tiempos.